# 蔣浚明
蔣浚明（？—？），字顏昭，明州奉化縣（今浙江省宁波市奉化区）人，宋朝政治人物。曾祖蔣光，祖父明州評事蔣宗霸，父蔣侃。
蔣浚明遷居奉化縣禽孝鄉三嶺，發奮求學，在北宋神宗時，拜大理寺評事。後來又升為尚書金部司員外郎。御賜金紫光祿大夫。因為上書反對丞相王安石變法，遭貶謫降職為無為軍司戶。
有七子蔣琚、蔣璿、蔣珫、蔣瓌、蔣珪、蔣琦、蔣璋。其中蔣璿、蔣珫均登「進士」。
直到元朝，蔣浚明後人蔣仕傑率領全家，一起遷回奉化。他在奉化溪口（武嶺）買進田地、竹山和房屋。中華民國先總統蔣中正為蔣浚明後代。